# Auditorium San Lino
L'Auditorium di San Lino è una sala da concerto situata a Lurano in provincia di Bergamo. L'edificio è un recupero della vecchia chiesa parrocchiale dedicata a san papa Lino abbandonata dopo la costruzione del nuovo edificio di culto. 

## Storia e descrizione
Un edificio di culto presente a Lurano è citato già nel Cinquecento, risulta essere stato consacrato nel 1542 e appartenere all'arcidiocesi di Milano alla plebania di Pontirolo, e nel 1598 a quella di Verdello. L'edificio rimase inserito nella diocesi milanese per passare poi alla diocesi di Bergamo solo nel 1787. Il passaggio alla nuova diocesi faceva parte dei nuovi confini diocesani messi in atto principalmente dalle autorità civili nel 1784 e che richiesero un triennio dopo che il papa Pio VI ne aveva autorizzato il passaggio con la bolla pontificia del 13 novembre 1786.
La comunità di Lurano, secondo le testimonianza di Giovanni Da Lezze era piccola, risulta che alla fine del Cinquecento vi erano soltanto 57 famiglie. La chiesa non ebbe subito la titolarità di parrocchiale e nel 1676 aveva come chiesa sussidiaria la piccola chiesa campestre della Madonna delle Quaglie. L'edificio subì nel tempo numerosi restauri venendo riconsacrata sempre al santo titolare nel 1872 dal vescovo Alessandro Valsecchi.
L'importante incremento demografico così come una situazione economica migliore del territorio, portarono all'edificazione di un nuovo luogo di culto, che divenne poi la nuova chiesa parrocchiale, intitolata sempre al santo volterrano e consacrata nel 1964, diventando così la comunità dei fedeli impossibilitata a mantenere due chiese. L'amministrazione comunale, intervenne comprando l'antica chiesa nel1990, provvedendo ad alcune modifica strutturale che ne cambiarono la destinazione d'uso. La grande aula divenne auditorium e sala per mostre e ricevimenti.